# Mej
Der Mej (auch Mez) ist ein linker Nebenfluss des Chambal im Norden des indischen Bundesstaates Rajasthan.
Der Mej entspringt im östlichen Teil des Tehsils Mandalgarh im Distrikt Bhilwara – 45 km westlich der Stadt Kota – auf einer Höhe von 500 m. 
Er fließt in nordöstlicher Richtung durch den Distrikt Bundi, wobei er zahlreiche Mäander aufweist. Nach etwa 170 km mündet er schließlich linksseitig in den Chambal. Der Mej entwässert ein Areal von 5860 km², das sich über Teile der Distrikte Bhilwara, Bundi und Tonk erstreckt.